# Tanguy Molcard
Pas d'image ? Cliquez ici

a Compétitions nationales et continentales officielles uniquement.

b Matchs officiels uniquement.
Dernière mise à jour le 12 août 2018.
Tanguy Molcard, né le 23 juin 1990, est un joueur français de rugby à XV évoluant au poste de troisième ligne aile.

## Carrière
Formé à Perpignan, il rejoint Biarritz en 2009 avec un contrat Espoirs. Il est titulaire lors du premier match du Top 14 de la saison contre Castres (défaite 12-24).
En 2010, il est capitaine de l'équipe de France des moins de 20 ans, aux côtés de futurs internationaux comme Brice Dulin, Eddy Ben Arous, Kevin Gourdon et Rémi Lamerat.
Après 6 saisons au BO, il signe à Provence rugby en 2015 puis à Arcachon en 2018.

## Palmarès
- Vainqueur du Challenge européen : 2012
- International -20 ans